# Trévis Dago
Trévis Dago (* 21. Januar 2005 in Villeneuve-Saint-Georges) ist ein französisch-ivorischer Fußballspieler, der bei OSC Lille unter Vertrag steht.

## Karriere
Dago begann seine fußballerische Ausbildung in der Valenton Football Academy, nicht weit seines Geburtsortes bei Paris. Anschließend wechselte er zur US Créteil, wiederum einen Ort weiter. Bis Sommer 2023 spielte er anschließend in der Akademie der AJ Auxerre, ehe er zum OSC Lille wechselte und dort seinen ersten Profivertrag bis 2026 unterschrieb. Nach diversen Einsätzen für das fünftklassige Zweitteam debütierte er am 25. Februar 2024 (23. Spieltag) bei einer 1:3-Niederlage gegen den FC Toulouse nach später Einwechslung in der Ligue 1.
Zur Saison 2024/25 wurde Dago an den Zweitligisten FC Annecy ausgeliehen.